# Processus unciforme de l'os ethmoïde
Le processus unciforme de l’os ethmoïde (ou apophyse unciforme de l’ethmoïde ou petite apophyse de l’ethmoïde) est une lame osseuse en forme de faucille qui se détache de la face médiane labyrinthe ethmoïdal à l'extrémité antérieure du méat nasal moyen.

## Description
Le processus unciforme de l’os ethmoïde est oblique en arrière et en bas. Il croise le hiatus maxillaire et se termine par deux lamelles : l'inférieure s'articule avec le processus ethmoïdal du cornet nasal inférieur, et la seconde, postérieure, est libre.
À l'avant de l'extrémité supérieure du processus unciforme s'insère la saillie de l'agger nasi. À l'arrière, une petite travée osseuse la relie à la bulle ethmoïdale. Dans le prolongement de l'infundibulum ethmoïdal, la gouttière unciformienne sépare la partie inférieure du processus unciforme de la bulle ethmoïdale.

### Variations
Le processus unciforme de l’os ethmoïde peut être attaché soit à la paroi nasale latérale (50%), au toit ethmoïdal (25%), ou au cornet nasal moyen (25%).
L'attache supérieure du processus unciforme détermine le réseau de drainage du sinus frontal. Dans un premier cas, l'infundibulum et le récessus frontal sont séparés, obligeant le sinus frontal à se drainer directement dans le méat moyen et non dans l'infundibulum ethmoïdal. Dans les autres configurations, le sinus se draine dans l'infundibulum.